# Михайлівський провулок (Київ)
Миха́йлівський прову́лок — провулок в Шевченківському районі міста Києва, місцевість Старий Київ. Пролягає від Михайлівської вулиці до провулку Тараса Шевченка.
Прилучаються вулиці Мала Житомирська, Алли Тарасової, Софіївська і сходи до Ірининської вулиці.

## Історія
Провулок відомий щонайменше з 80-х років XVIII століття, позначений на карті 1780 року. Назву Михайлівський провулок отримав у 1830-ті роки на честь Михайлівського Золотоверхого монастиря. З 1840-х років простягався довгим серпантином до Прорізної, перетинаючи декілька вулиць. 
З 1938 року — завулок Варлена, на честь французького революціонера Ежена Варлена. Сучасну назву відновлено у 1944 році.
До 1962 року до складу провулку входила також вулиця Паторжинського. Особливістю провулку є його тупикове завершення — траса провулку впирається у споруджену в 1950-х роках підпірну стіну зі сходами, що ведуть до вулиць Паторжинського та Ірининської.

## Забудова
Забудова провулку відноситься до періоду кінця XIX — початку XX століття. Стилі будинків характерні для тих часів: цегляний, модерн, історизм.

### Пам'ятки архітектури
- № 3/16 — садиба початку XX століття. Складається з двох житлових будинків, один з яких зведений у 1903 році у стилі історизм, другий — у стилі раціонального модерну у 1910-1913 роках
- № 4 — житловий будинок працівників Народних комісаріатів радянського господарства УРСР. Зведений у 1934–1935 роках у стилі конструктивізм.
- № 9-А та 9-Б — садиба, зведена у 1914 році архітектором В. Риковим. Складається із двох житлових будинків у стилі модерн.
- будинок № 12 — житловий будинок, зведений у 1900 році у стилі неоренессанс.
- будинок № 14 — житловий будинок, зведений у 1889 році у цегляному стилі архітектором В. Ніколаєвим.
- будинок № 17 — житловий будинок, зведений наприкінці XIX — на початку XX століття архітектором В. Ніколаєвим. Стиль — історизм з елементами неоренессансу.
- будинок № 19/18 — житловий будинок, зведений у 1887–1888 роках у цегляному стилі архітекторами В. Ніколаєвим та О. Кривошеєвим.
- будинок № 20 — житловий будинок, зведений у 1879 році у цегляному стилі архітектором В. Ніколаєвим.
- будинок № 24/9 — прибутковий будинок, зведений у цегляному стилі (1903–1904 роки).

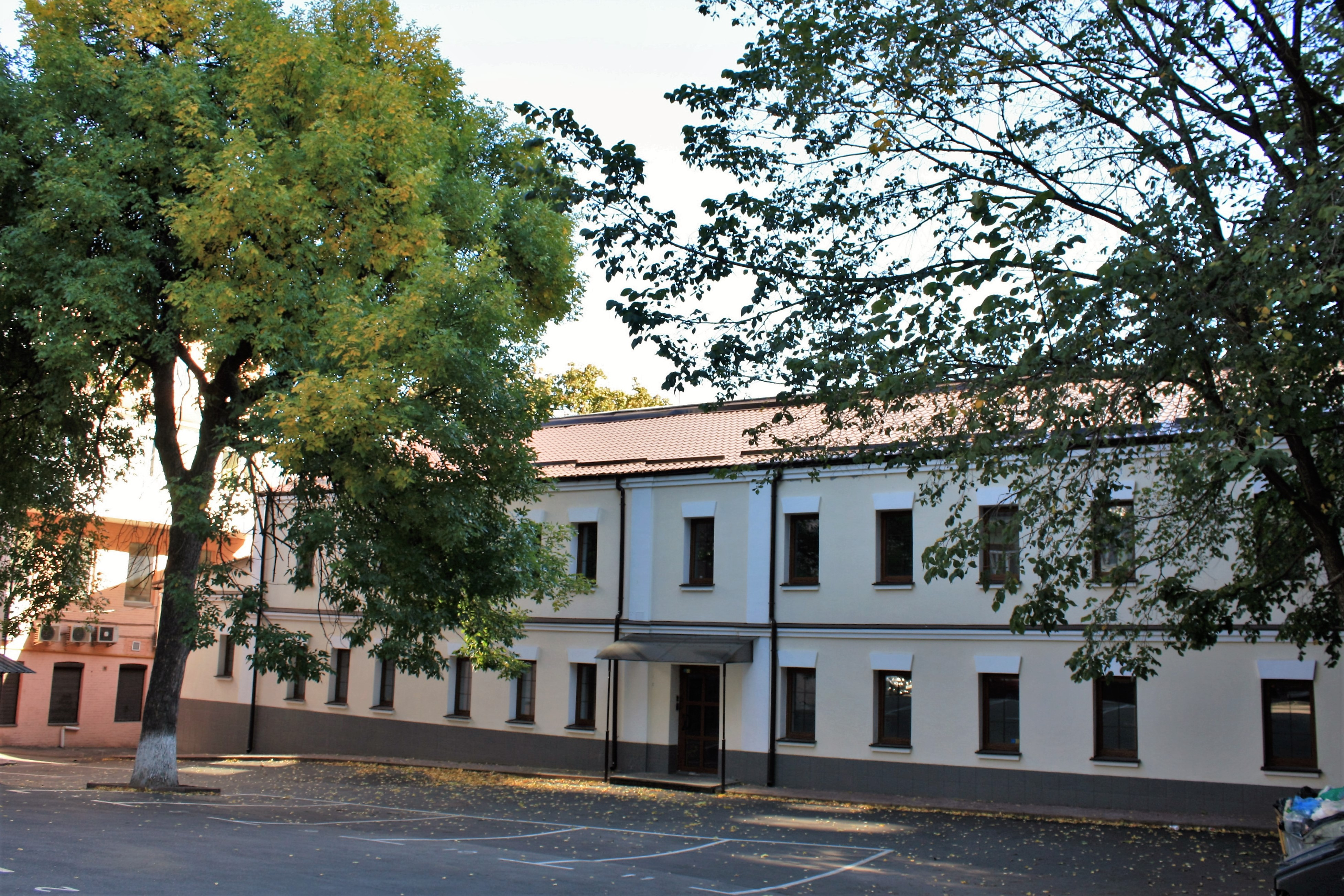
№ 1-а
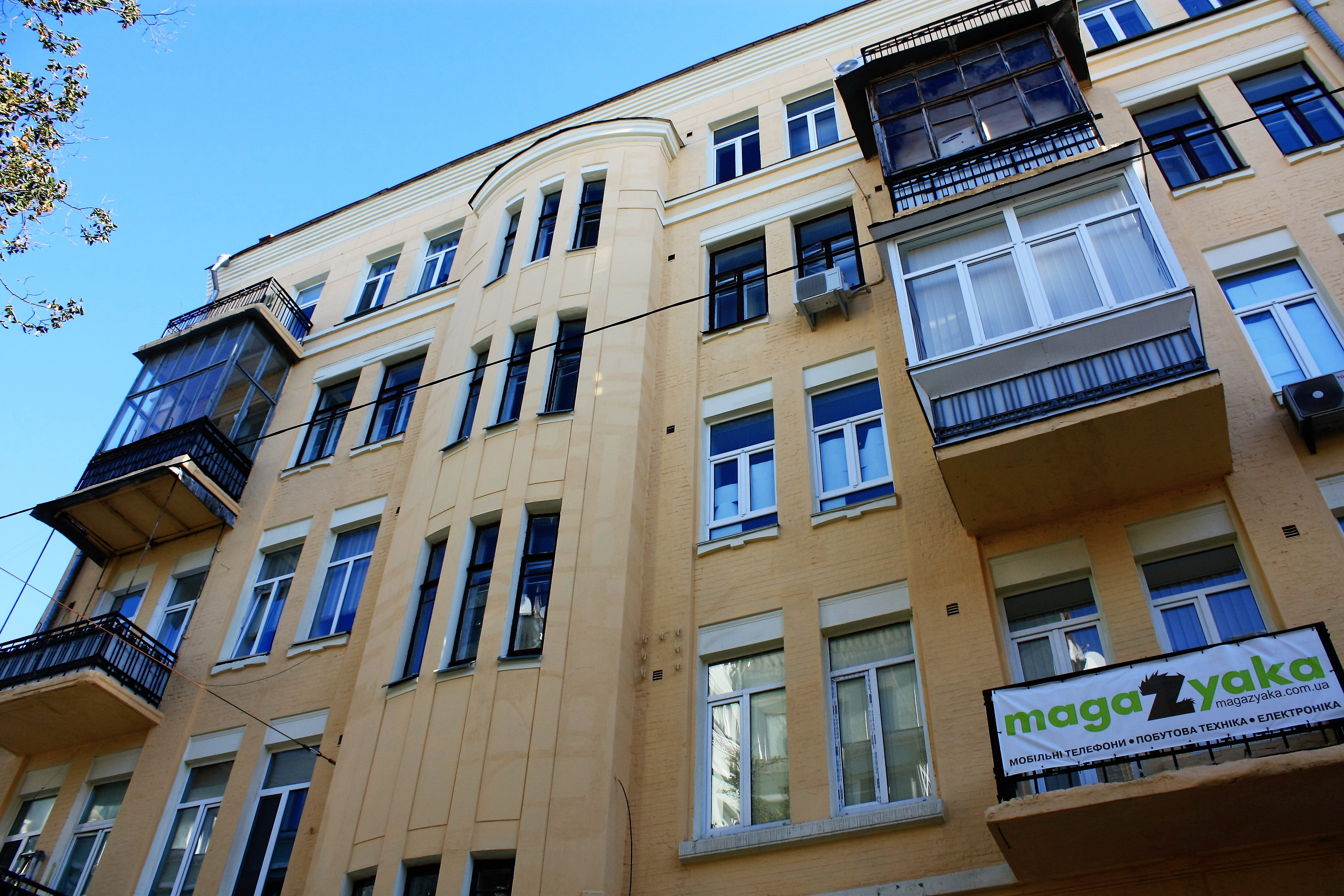
№ 3
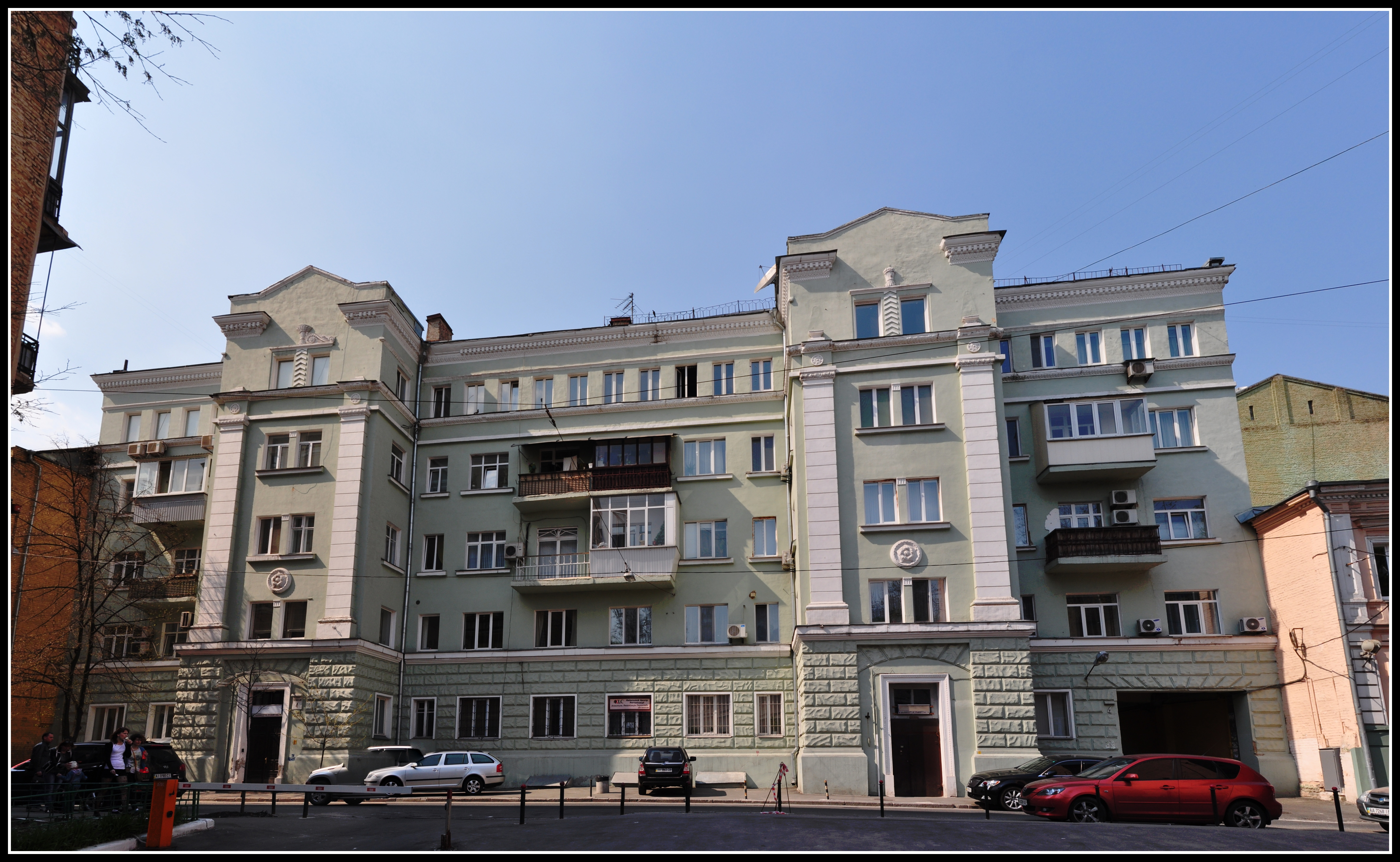
№ 4
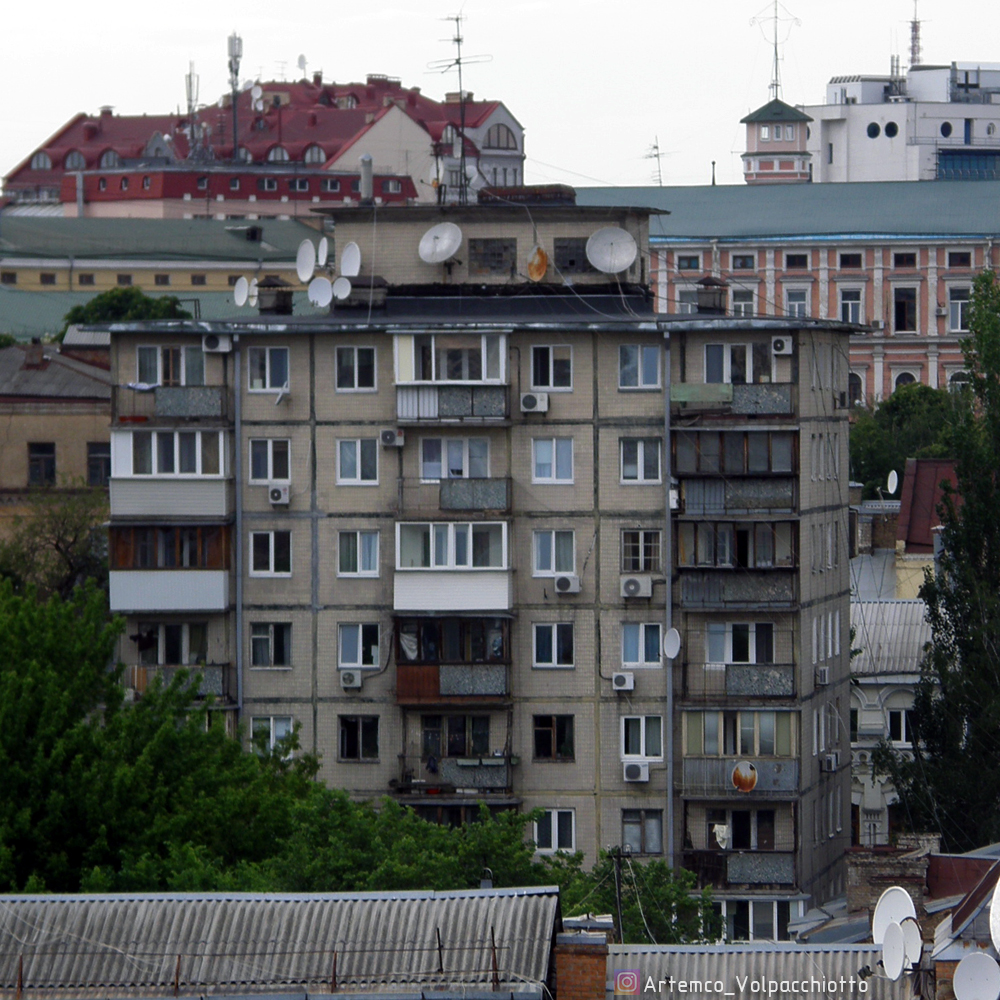
№ 7 — типовий проєкт 1-464А-20, 1966
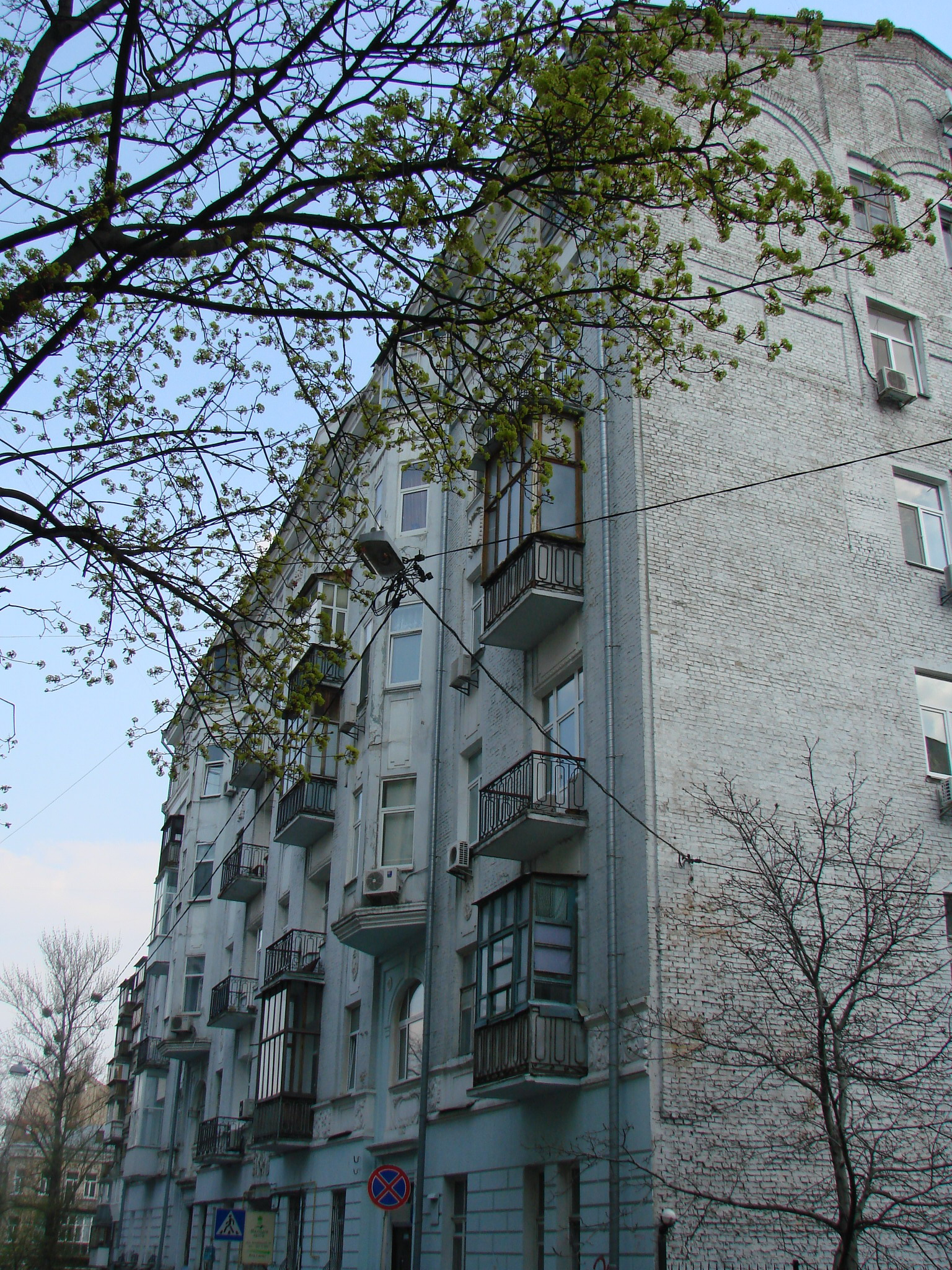
№ 9
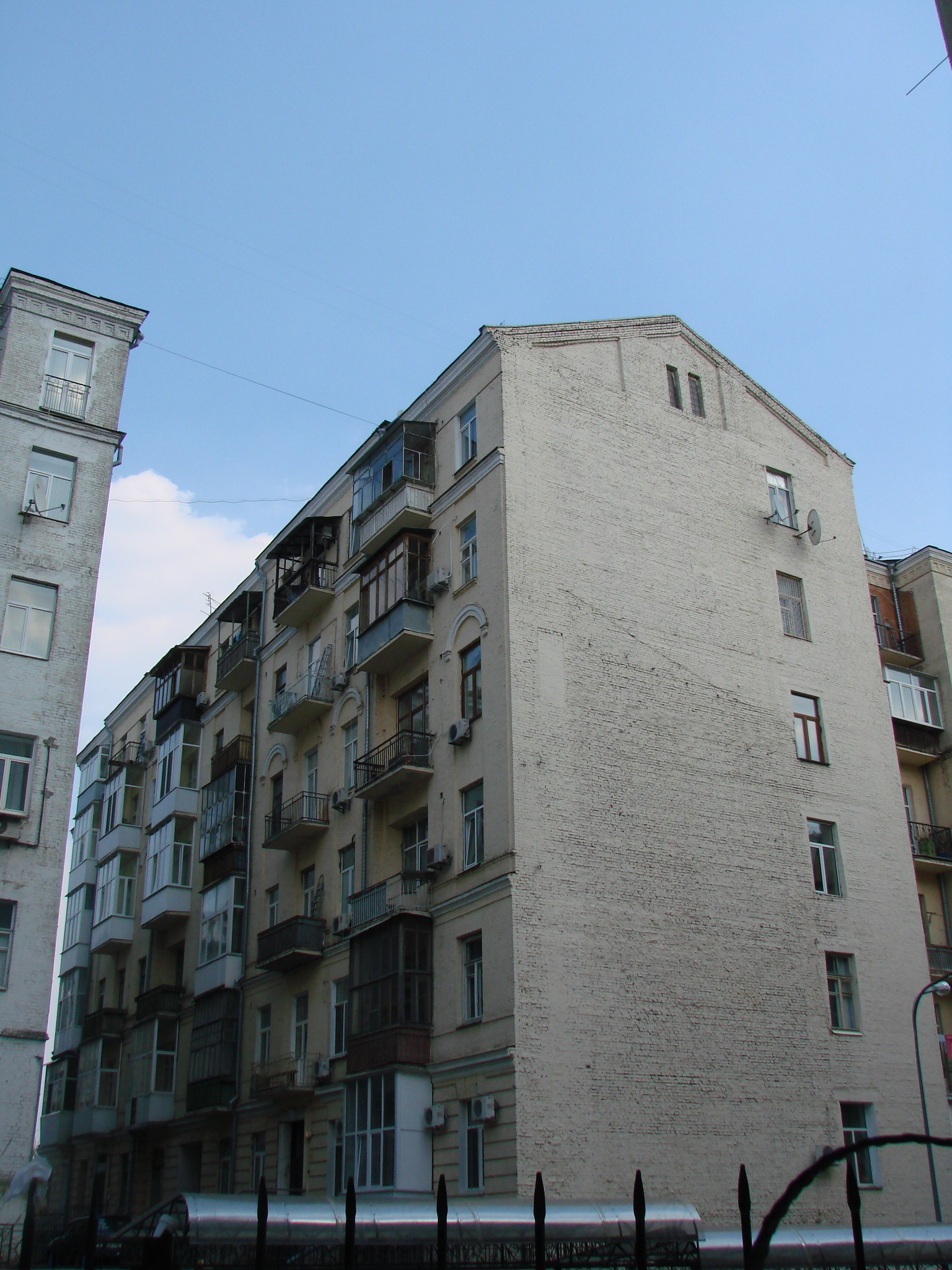
№ 9-б
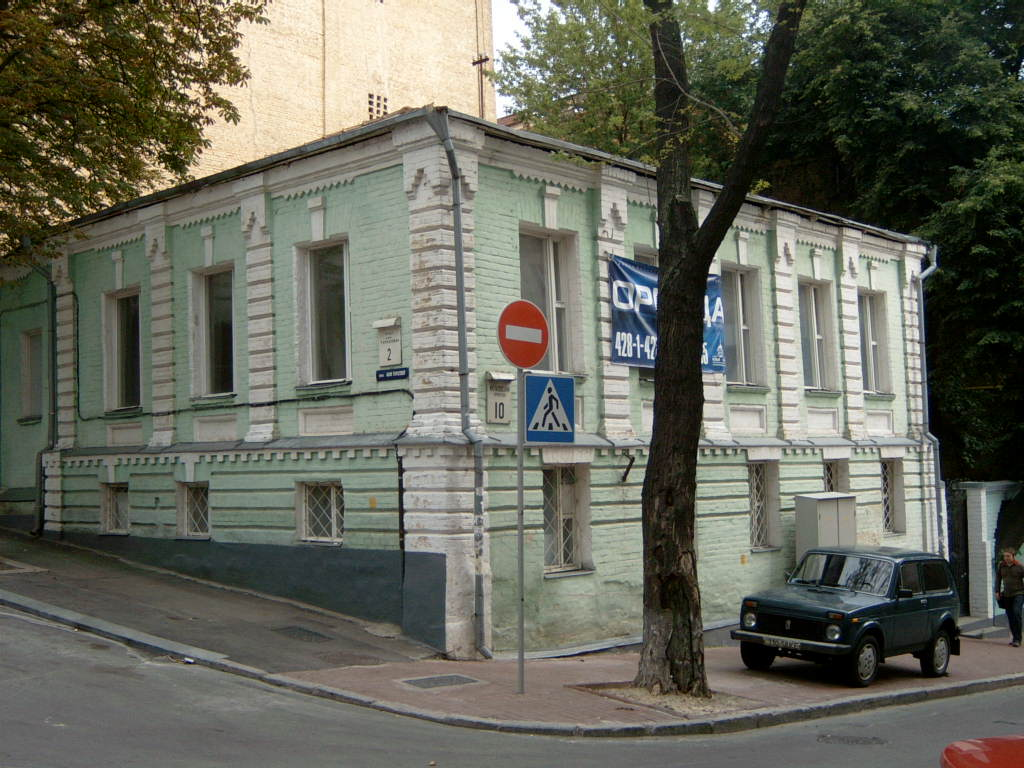
№ 10
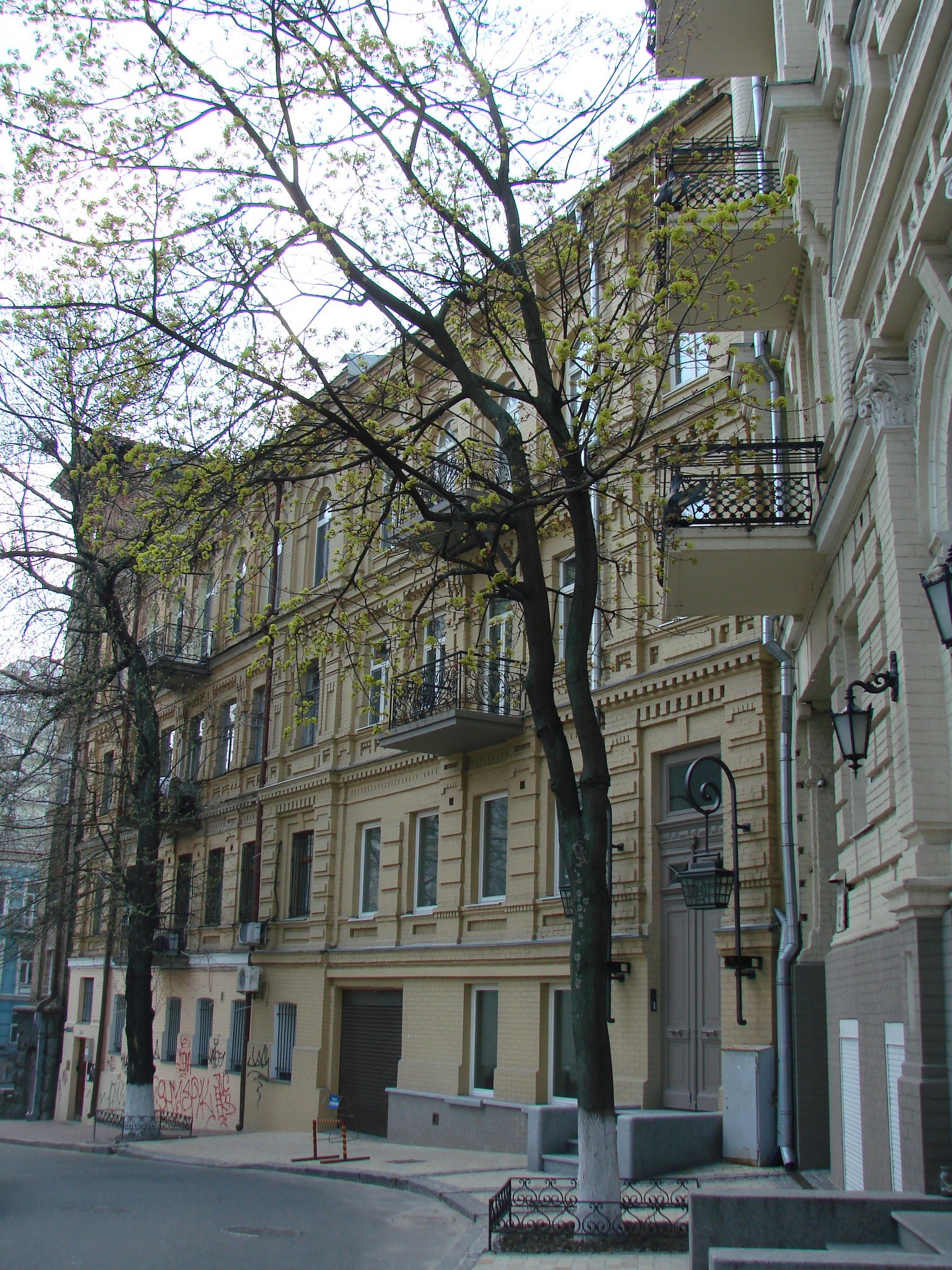
№ 14
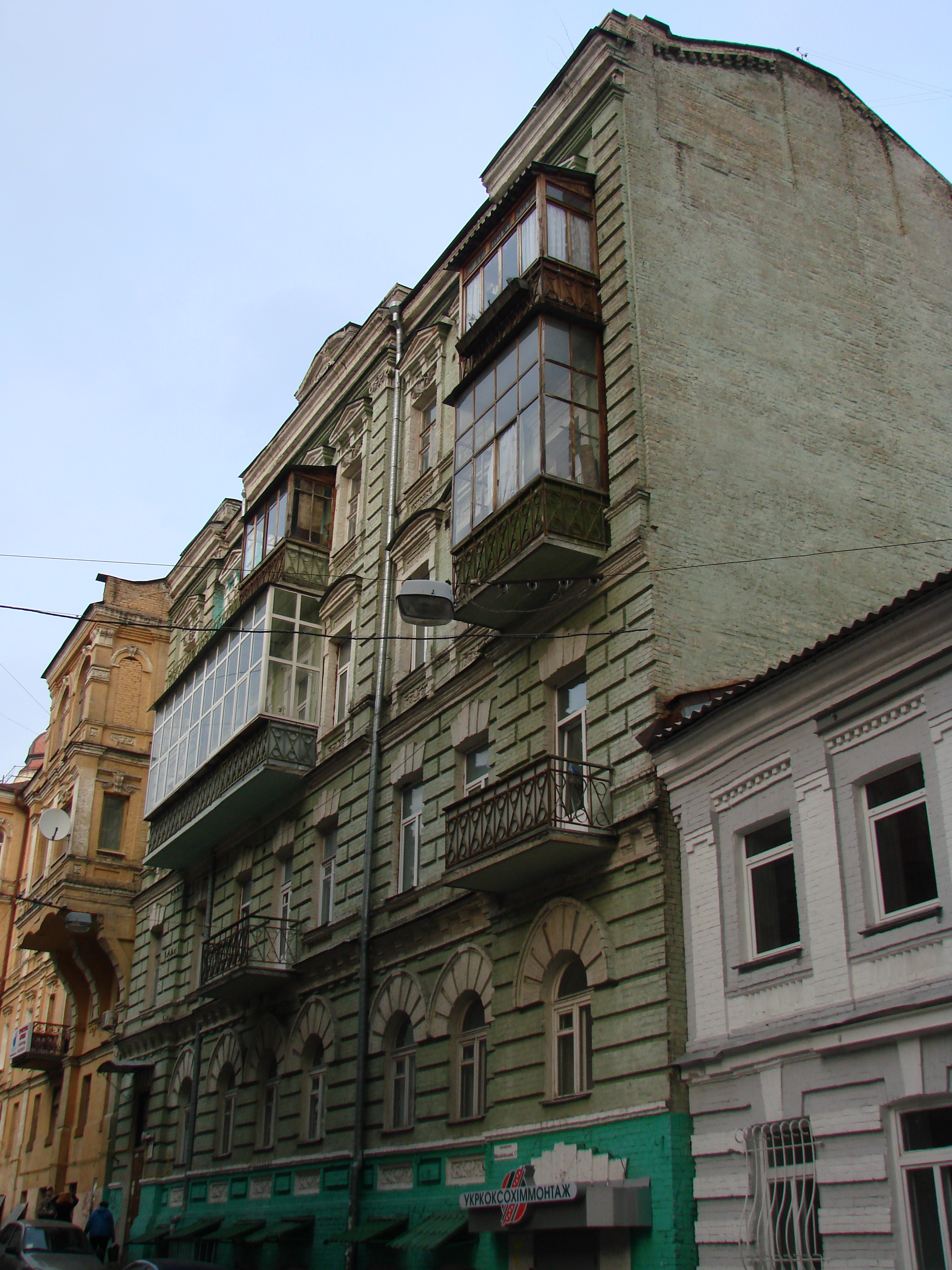
№ 17
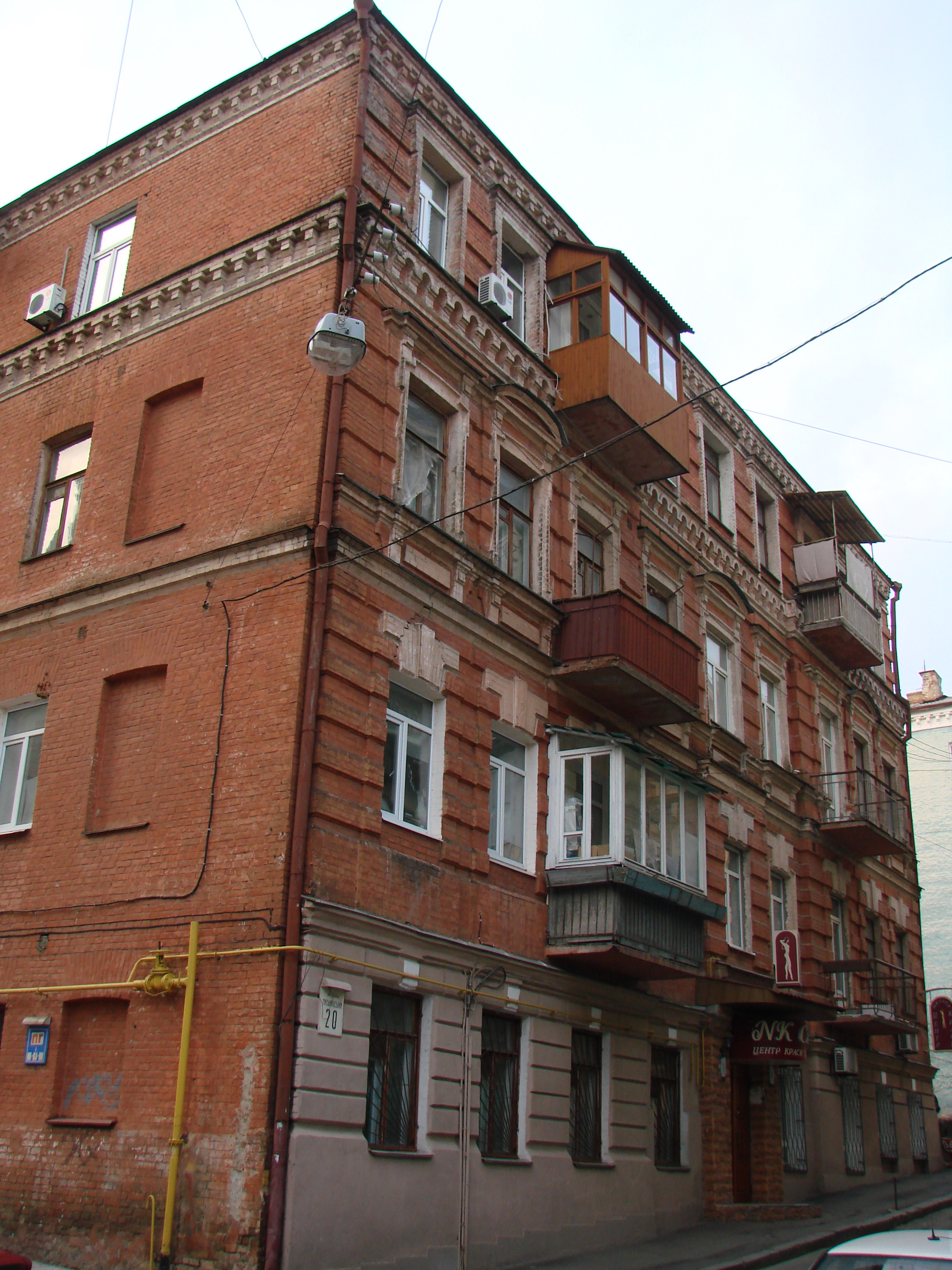
№ 20

## Видатні особи, пов'язані з Михайлівським провулком
Історико-культурне значення провулка пов'язане з проживанням у ньому відомих діячів науки, культури, мистецтва.
У будинках садиби № 9-А і № 9-Б мешкали голова Ради міністрів УРСР Н. Кальченко (1943–1952), скульптор і народний художник УРСР Г. Кальченко (1944–1975), двічі Герой Радянського Союзу генерал-полковник А. Кравченко (1946), фізик, академік АН УРСР В. Лашкарьов (1920-ті роки), композитор, народний артист СРСР Г. Майборода (1966–1983), актриса К. Осмяловська (1988–1997), вчений у галузі лісництва Д. Товстоліс (1920-ті—1930-ті роки), громадсько-політичний діяч М. Шраг (1917–1918).
У будинку № 12 проживав історик-фольклорист П. Глядківський (1920-ті—1930-ті роки), дослідниця української наукової мови К. Кондратьєва (1920-ті роки — 1960), художниця і педагог О. Троїцька-Гусєва (1900–1904).
Будинок № 14 належав начальнику Третього відділення Київської казенної палати Луці Яковичу Рудченку, у якого у 1902–1912 роках часто зупинявся його брат Панас Якович Рудченко — письменник Панас Мирний.
У будинку № 20 жив архітектор О. Кривошеєв.
У № 28 (втрачено) мешкали архітектор М. Бобрусов, видавець В. Кульженко, лікар, завідувач кафедри Київського університету І. Титов. У будинках № 25 та № 30 (втрачено) жив фольклорист, академік ВУАН А. Лобода, у будинку № 30 — музикознавець та літературознавець Д. Ревуцький, у будинку № 27 (втрачено) — піаніст, композитор, професор консерваторії Г. Ходоровський.

## Цікаві факти
- У 1913 році мешканці провулка звернулись до міської управи з проханням — частину провулка між вулицями Ірининською та Прорізною віднести до Ірининської вулиці. Міська управа не побачила підстав для перейменування. Прохання мешканців було виконане лише у 1962 році, коли частину провулка від Ірининської до Прорізної виокремили як вулицю Паторжинського[8].